# Hanne Hiob
Hanne Hiob (* 12. März 1923 als Hanne Marianne Brecht in München; † 23. Juni 2009 ebenda) war eine deutsche Schauspielerin.

## Leben und Wirken
Die Ehe ihrer Eltern Bertolt Brecht und Marianne Zoff wurde 1927 geschieden. Im Jahr darauf heiratete die Mutter den Schauspieler Theo Lingen. Deren gemeinsame Tochter Ursula Lingen (1929–2014) wurde ebenfalls Schauspielerin.
Hanne Brecht lebte zunächst bei ihrer Mutter in Wien. Nach dem Besuch des Lyzeums nahm sie privaten Tanz- und Schauspielunterricht. 1941 wurde sie Tanzelevin an der Wiener Staatsoper. Als Tänzerin und Schauspielerin arbeitete sie danach von 1942 bis 1944 am Landestheater Salzburg. Von 1945 bis 1947 spielte sie am Wiener Volkstheater.
Nach der Heirat mit dem Berliner Arzt Joachim Hiob im Juli 1948 nahm sie dessen Namen an. Wegen einer schweren Krankheit musste sie mehrere Jahre pausieren.
Von 1953 bis 1958 war Hiob am Theater am Kurfürstendamm beschäftigt. Danach wechselte sie an das Deutsche Schauspielhaus in Hamburg. In der Uraufführung von Brechts Die heilige Johanna der Schlachthöfe spielte sie hier 1959 unter Gustaf Gründgens die Titelrolle der Johanna.  Weitere Bühnenstationen waren das Berliner Ensemble, die Ruhrfestspiele Recklinghausen, das Schauspielhaus Zürich, das Berliner Schillertheater und die Münchner Kammerspiele. Außerdem wirkte sie in Filmen und Fernsehspielen mit.

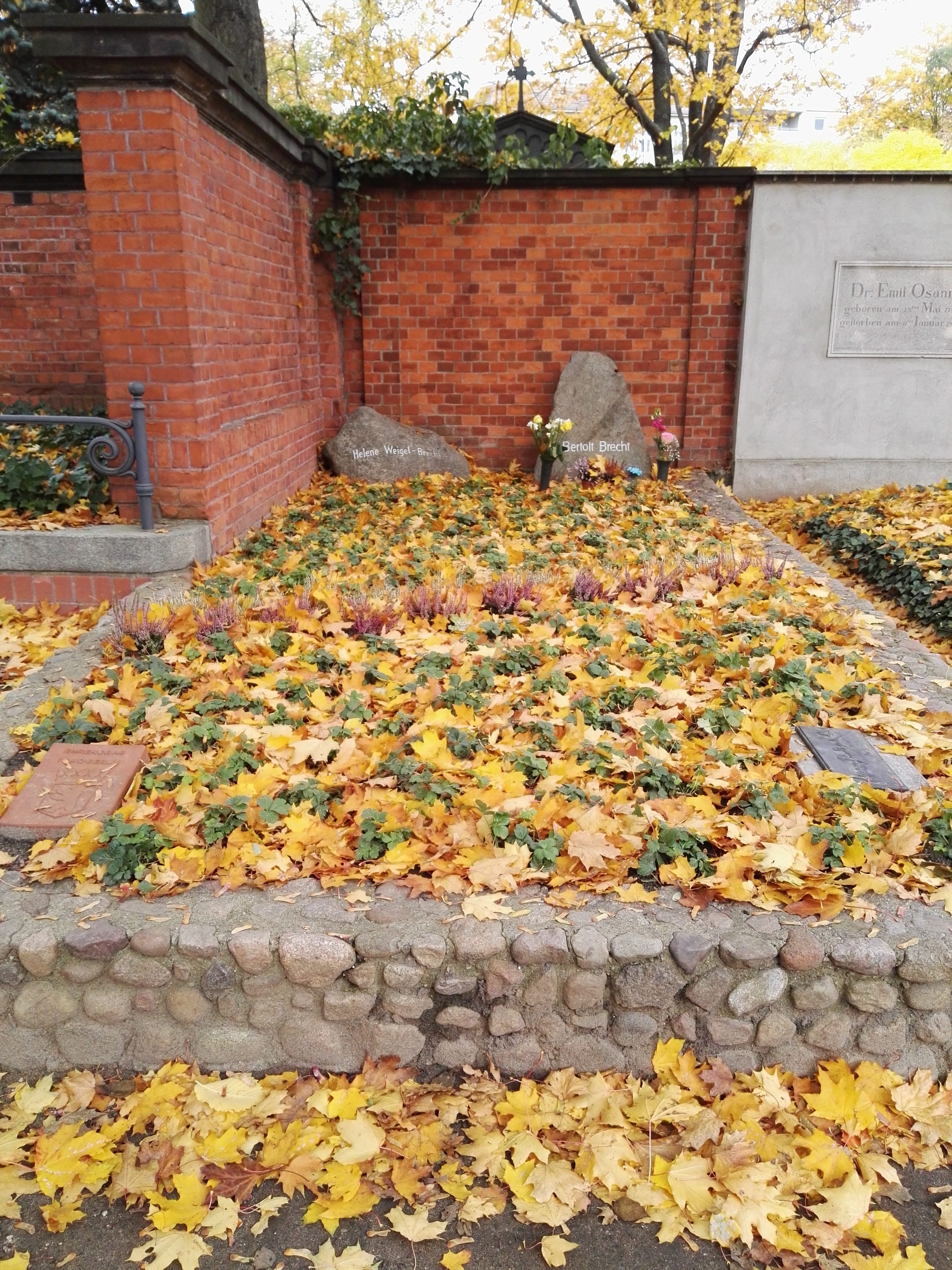
Grabstätte von Brecht, Weigel und Hiob

Sie beendete 1976 ihre Bühnenlaufbahn, war aber seitdem aktiv bei Brechtlesungen und Straßentheaterprojekten, z. B. dem „Anachronistischen Zug“ (1979, 1980, 1990 und 2000). An der von juristischen Problemen begleiteten westdeutschen Erstaufführung des Herrnburger Berichts (Text: Bertolt Brecht; Musik: Paul Dessau) am 11. Mai 1983 in Essen war sie maßgeblich beteiligt. Mit den Programmen ... nun lebt wohl und werdet Kämpfer (letzte Briefe aus Konzentrationslagern) tourte sie ab 1985 durch ganz Deutschland und Österreich, ab 1989 mit dem Programm Am Fleischerhaken hängt er, ach (Aussagen von Wehrmachtsdeserteuren).
Die Urne Hanne Hiobs wurde am 21. Juli 2009 am Fußende des gemeinsamen Grabes ihres Vaters mit Helene Weigel auf dem Dorotheenstädtischen Friedhof in Berlin-Mitte bestattet.

## Auszeichnungen
- 2003 wurde ihr die Medaille München leuchtet der Bayerischen Landeshauptstadt München verliehen.
- 2005 wurde sie mit dem Aachener Friedenspreis (gemeinsam mit dem Priester und Friedensaktivisten Roy Bourgeois) ausgezeichnet. Ihr wurde der Preis für ihr Lebenswerk in der Arbeit gegen Faschismus, Rassismus und Krieg verliehen.
- 2016 wurde in München-Berg am Laim eine Straße nach ihr benannt[3]

## Filmografie
Schauspielerin
- 1941: Frau Luna
- 1943/1944: Es fing so harmlos an
- 1963: Wassa Schelesnowa – Fernsehspiel
- 1964: Haben – Fernsehspiel
- 1964: Nebeneinander – Fernsehspiel
- 1966: Die Ermittlung – Fernsehspiel
- 1970: Der Kommissar – Episode „Anonymer Anruf“ – Fernsehserie
- 1975: Die Gewehre der Frau Carrar – Fernsehspiel
- 1980:  Die Weber – Fernsehspiel
- 1981: Furcht und Elend des Dritten Reiches – Fernsehen der DDR
- 1981: Regentropfen
- 1983: Strawanzer
- 1985: Die unwürdige Greisin – Fernsehen der DDR
- 1989: Der Mantel des Ketzers – Fernsehen der DDR – Regie: Peter Vogel
- 1990/1991: Ende der Unschuld
- 1997: Hundert Jahre Brecht

Regisseurin
- 2003: Flüchtlingsgespräche